# Allium flavovirens
Allium flavovirens — вид трав'янистих рослин родини амарилісові (Amaryllidaceae), ендемік Внутрішньої Монголії, Китай.

## Опис
Цибулина поодинока або скупчені по 2 або 3, циліндричні, діаметром 0.8–2 см; оболонка від жовтувато-коричневої до темно-коричневої. Листки від приблизно рівних до помітно довших, ніж стеблина, 2–4 мм завширшки, зверху жолобчасті. Стеблина 15–25 см, циліндрична, вкрита листовими піхвами лише в основі. Зонтик від півкулястої до кулястої форми, багатоквітковий. Оцвітина біла або блідо-жовта; сегменти від довгастих до яйцювато-довгастих, 4–6 × 1.7–2.5 мм; зовнішні блідо-пурпурно-червоні знизу; внутрішні трохи довші, ніж зовнішні.

## Поширення
Ендемік Внутрішньої Монголії, Китай.
Населяє щілини в скелях, вапняні схили, сухі місця; на висотах 1800–3100 м.